# 21-冠-7
21-冠-7是一种冠醚，化学式为C14H28O7。它是环氧乙烷的环状七聚体，可以与多种离子形成配合物，包括铯离子。